# تيت إلينغتون
تيت إلينغتون (بالإنجليزية: Tate Ellington)‏ هو ممثل أمريكي بدأ مسيرته الفنية سنة 2004.

## الأعمال
- اختراع الكذب
- تذكرني
- الخروج من كومبتون
- الضحية 2
- ذا غود وايف
- دونت تراست ذا بي---- إن أبارتمينت 23
- سايك
- إن سي آي إس: لوس أنجلوس
- كاسل
- ذا ميندي بروجيكت
- نظرية الانفجار العظيم
- كوانتيكو
- القائمة السوداء

## روابط خارجية
- تيت إلينغتون على موقع IMDb (الإنجليزية)
- تيت إلينغتون على موقع قاعدة بيانات برودواي على الإنترنت (الإنجليزية)
- تيت إلينغتون على موقع قاعدة بيانات الفيلم (الإنجليزية)